# وينستون فوستر
وينستون فوستر (بالإنجليزية: Winston Foster)‏ (1 نوفمبر 1941 في المملكة المتحدة - ) هو لاعب كرة قدم بريطاني في مركز الدفاع. لعب مع برمنغهام سيتي ونادي بليموث أرجايل ونادي كرو ألكساندرا ونادي تشيلمسفورد وبرومزغروف روفرز ‏.

## وصلات خارجية
- وينستون فوستر على موقع قاعدة بيانات كرة القدم.إي يو (الإنجليزية)